# Geringd mestkaalkopje
Het geringd mestkaalkopje (Deconica moelleri) is een schimmel behorend tot de familie Strophariaceae. Het komt voor op uitwerpselen van gewervelde dieren. Deze paddenstoel komt voor op weilanden en matig bemeste gebieden.

## Kenmerken

### Uiterlijke kenmerken
Hoed
De hoed heeft een breedte van 12 tot 17 mm. De hoed is hygrofaan. Bij droge omstandigheden is de kleur bleek grijsachtig oker met
een okeroranje centraal gebied en bij vochtig omstandigheden is vrij donker grijsbruin, doorschijnend gestreept.
Lamellen
De paddenstoel heeft lamellen die vrij dicht opeen staan (I=16-20) en breed zijn aangehecht. Ze zijn roodachtig bruin, bij jonge vruchtlichamen duidelijk gemarmerd en met een witte lamelsnede.
Steel
De steel heeft een lengte van 62 tot 70 mm en een dikte van 1,8 tot 2,3 mm. De kleur is bleek okerkleurig tot bleek vleeskleurig, sterk met witte vezels in de lengte gestreept tot iets vlokkig. Hij heeft afstaande, vliezige, hangende ringetje waar het zijn naam aan dankt.

### Microscopische kenmerken
De basidia zijn 4-sporig en meten 21-26 × 9-10,5 µm. De sporen vrij bleek grijsbruin, van voren gezien nauwelijks breder, met apicale kiempore en meten (10-)13-15 × 7,5-9,5 µm. Het Q-getal is 1,5 tot 1,8. Cheilocystidia zijn in grote aantallen aanwezig en hebben de vorm van een fles. Pleurocystidia daarentegen zijn niet aanwezig. De hoedhuid is opgebouwd hyfen. Deze hyfen lopen met dunne elementen die 3 tot 6 µm breed zijn. 
Geur en smaak
De geur is vrij sterk zoet-aromatisch.

## Verspreiding
In Nederland komt het geringd mestkaalkopje zeer zeldzaam voor. Het staat het op de rode lijst in de categorie 'Gevoelig' .